# منتخب البحرين تحت 23 سنة لكرة القدم
منتخب البحرين تحت 23 سنة لكرة القدم (يعرف أيضًا باسم منتخب البحرين الأولمبي) يمثل البحرين في منافسات كرة القدم الدولية في كأس الخليج للمنتخبات الأولمبية و‌كرة القدم في الألعاب الأولمبية الصيفية، وكذلك أي مسابقة كرة قدم دولية تحت 23 سنة.

## سجل المسابقات

### الألعاب الأولمبية الصيفية
منذ عام 1992، أصبحت كرة القدم في الألعاب الأولمبية الصيفية مسابقة تحت 23 سنة.
| سجل الألعاب الأولمبية | سجل الألعاب الأولمبية | سجل الألعاب الأولمبية | سجل الألعاب الأولمبية | سجل الألعاب الأولمبية | سجل الألعاب الأولمبية | سجل الألعاب الأولمبية | سجل الألعاب الأولمبية | سجل الألعاب الأولمبية |
| السنة                 | الدور                 | المركز                | لعب                   | ف                     | ت                     | خ                     | له                    | عليه                  |
| --------------------- | --------------------- | --------------------- | --------------------- | --------------------- | --------------------- | --------------------- | --------------------- | --------------------- |
| 1992                  | لم يتأهل              | -                     | -                     | -                     | -                     | -                     | -                     | -                     |
| 1996                  | لم يتأهل              | -                     | -                     | -                     | -                     | -                     | -                     | -                     |
| 2000                  | لم يتأهل              | -                     | -                     | -                     | -                     | -                     | -                     | -                     |
| 2004                  | لم يتأهل              | -                     | -                     | -                     | -                     | -                     | -                     | -                     |
| 2008                  | لم يتأهل              | -                     | -                     | -                     | -                     | -                     | -                     | -                     |
| 2012                  | لم يتأهل              | -                     | -                     | -                     | -                     | -                     | -                     | -                     |
| 2016                  | لم يتأهل              | -                     | -                     | -                     | -                     | -                     | -                     | -                     |
| 2020                  | لم يتأهل              | -                     | -                     | -                     | -                     | -                     | -                     | -                     |

### دورة الألعاب الآسيوية
منذ عام 2002، أصبحت كرة القدم في دورة الألعاب الآسيوية مسابقة تحت 23 سنة.
| سجل دورة الألعاب الآسيوية | سجل دورة الألعاب الآسيوية | سجل دورة الألعاب الآسيوية | سجل دورة الألعاب الآسيوية | سجل دورة الألعاب الآسيوية | سجل دورة الألعاب الآسيوية | سجل دورة الألعاب الآسيوية | سجل دورة الألعاب الآسيوية | سجل دورة الألعاب الآسيوية |
| السنة                     | الدور                     | لعب                       | ف                         | ت                         | خ                         | له                        | عليه                      |                           |
| ------------------------- | ------------------------- | ------------------------- | ------------------------- | ------------------------- | ------------------------- | ------------------------- | ------------------------- | ------------------------- |
| 2002                      | دور الـ16                 | 4                         | 2                         | 0                         | 2                         | 10                        | 6                         |                           |
| 2006                      | مرحلة المجموعات           | 3                         | 2                         | 0                         | 1                         | 7                         | 3                         |                           |
| 2010                      | مرحلة المجموعات           | 3                         | 0                         | 1                         | 2                         | 2                         | 5                         |                           |
| 2014                      | لم يتأهل                  | -                         | -                         | -                         | -                         | -                         | -                         |                           |
| 2018                      | دور الـ16                 | 4                         | 1                         | 1                         | 2                         | 5                         | 11                        |                           |

### سجل كأس آسيا تحت 23 سنة
| سجل كأس آسيا تحت 23 سنة | سجل كأس آسيا تحت 23 سنة | سجل كأس آسيا تحت 23 سنة | سجل كأس آسيا تحت 23 سنة | سجل كأس آسيا تحت 23 سنة | سجل كأس آسيا تحت 23 سنة | سجل كأس آسيا تحت 23 سنة | سجل كأس آسيا تحت 23 سنة |
| السنة                   | الدور                   | لعب                     | ف                       | ت                       | خ                       | له                      | عليه                    |
| ----------------------- | ----------------------- | ----------------------- | ----------------------- | ----------------------- | ----------------------- | ----------------------- | ----------------------- |
| 2013                    | لم يتأهل                | لم يتأهل                | لم يتأهل                | لم يتأهل                | لم يتأهل                | لم يتأهل                | لم يتأهل                |
| 2016                    | لم يتأهل                | لم يتأهل                | لم يتأهل                | لم يتأهل                | لم يتأهل                | لم يتأهل                | لم يتأهل                |
| 2018                    | لم يتأهل                | لم يتأهل                | لم يتأهل                | لم يتأهل                | لم يتأهل                | لم يتأهل                | لم يتأهل                |
| 2020                    | مرحلة المجموعات         | 3                       | 0                       | 2                       | 1                       | 3                       | 8                       |
| 2022                    | لم يتأهل                | لم يتأهل                | لم يتأهل                | لم يتأهل                | لم يتأهل                | لم يتأهل                | لم يتأهل                |
| 2024                    | لم يحدد بعد             | لم يحدد بعد             | لم يحدد بعد             | لم يحدد بعد             | لم يحدد بعد             | لم يحدد بعد             | لم يحدد بعد             |
| المجموع                 | 1/5                     | 3                       | 0                       | 2                       | 1                       | 3                       | 8                       |

### كأس الخليج للمنتخبات الأولمبية
| سجل كأس الخليج للمنتخبات الأولمبية | سجل كأس الخليج للمنتخبات الأولمبية | سجل كأس الخليج للمنتخبات الأولمبية | سجل كأس الخليج للمنتخبات الأولمبية | سجل كأس الخليج للمنتخبات الأولمبية | سجل كأس الخليج للمنتخبات الأولمبية | سجل كأس الخليج للمنتخبات الأولمبية | سجل كأس الخليج للمنتخبات الأولمبية | سجل كأس الخليج للمنتخبات الأولمبية |
| السنة                              | الدور                              | المركز                             | لعب                                | ف                                  | ت                                  | خ                                  | له                                 | عليه                               |
| ---------------------------------- | ---------------------------------- | ---------------------------------- | ---------------------------------- | ---------------------------------- | ---------------------------------- | ---------------------------------- | ---------------------------------- | ---------------------------------- |
| 2008                               | المجموعة النهائية                  | الوصيف                             | 4                                  | 2                                  | 1                                  | 1                                  | 6                                  | 4                                  |
| 2010                               | مرحلة المجموعات                    | 6/6                                | 3                                  | 0                                  | 2                                  | 1                                  | 0                                  | 2                                  |
| 2011                               | مرحلة المجموعات                    | 5/6                                | 3                                  | 1                                  | 1                                  | 1                                  | 2                                  | 5                                  |
| 2012                               | النهائي                            | الوصيف                             | 5                                  | 3                                  | 0                                  | 2                                  | 4                                  | 7                                  |
| 2013                               | النهائي                            | البطل                              | 4                                  | 4                                  | 0                                  | 0                                  | 7                                  | 2                                  |
| 2015                               | مرحلة المجموعات                    | 5/6                                | 3                                  | 1                                  | 1                                  | 1                                  | 4                                  | 3                                  |

### بطولة اتحاد غرب آسيا
| سجل بطولة اتحاد غرب آسيا تحت 23 سنة | سجل بطولة اتحاد غرب آسيا تحت 23 سنة | سجل بطولة اتحاد غرب آسيا تحت 23 سنة | سجل بطولة اتحاد غرب آسيا تحت 23 سنة | سجل بطولة اتحاد غرب آسيا تحت 23 سنة | سجل بطولة اتحاد غرب آسيا تحت 23 سنة | سجل بطولة اتحاد غرب آسيا تحت 23 سنة | سجل بطولة اتحاد غرب آسيا تحت 23 سنة | سجل بطولة اتحاد غرب آسيا تحت 23 سنة |
| السنة                               | الدور                               | لعب                                 | ف                                   | ت                                   | خ                                   | له                                  | عليه                                |                                     |
| ----------------------------------- | ----------------------------------- | ----------------------------------- | ----------------------------------- | ----------------------------------- | ----------------------------------- | ----------------------------------- | ----------------------------------- | ----------------------------------- |
| 2015                                | مرحلة المجموعات                     | 2                                   | 0                                   | 0                                   | 2                                   | 2                                   | 5                                   |                                     |
| 2021                                | مرحلة المجموعات                     | 2                                   | 0                                   | 0                                   | 2                                   | 1                                   | 7                                   |                                     |
| 2022                                | مرحلة المجموعات                     | 2                                   | 1                                   | 0                                   | 1                                   | 2                                   | 3                                   |                                     |